# ستورفيورد
ستورفيورد (بالنرويجية Storfjord) هي بلدية في مقاطعة ترومس وفينمارك في النرويج. المركز الإداري للبلدية هو قرية هاتنغ Hatteng.
تبلغ مساحتها 1,543 كيلومتر مربع (596 ميل2) وتحتل المركز 54 من حيث المساحة بين بلديات النرويج، والمركز 290 من حيث تعداد السكان حيث يبلغ عدد سكانها 1،829 نسمة أي بكثافة سكانية 1.2 نسمة فقط لكل كيلومتر مربع.
يعني اسمها الخلل الكبير، وتُعتبر قومية سامي هي الثقافة الأصلية والسائدة بها منذ زمن بعيد، ولكن بحلول القرن التاسع عشر وصل إليها مستوطنون من فنلندا ومن وديان جنوب النرويج للاستقرار بها.